# Plebiscito Popular por uma Constituinte Exclusiva e Soberana do Sistema Político
O Plebiscito Popular por uma Constituinte Exclusiva e Soberana do Sistema Político foi um movimento brasileiro organizado por mais de 400 organizações sociais que entre os dias 1º a 7 de Setembro de 2014 realizaram uma votação física e on-line com a seguinte pergunta: "Você é a favor de uma Constituinte Exclusiva e Soberana do Sistema Político?" com 7.754.436 votos, 97% dos participantes responderam "Sim".

## Origem e Desenvolvimento
Em 24 de Junho de 2013, após os Protestos no Brasil em 2013, a Presidente da República do Brasil Dilma Rousseff apresentou 5 Pactos Nacionais durante reunião no Palácio do Planalto com Governadores e Prefeitos de todo o país, para atender as reivindicações daqueles protestos. O 2º Pacto refere-se a reforma política e Dilma diz:
| “ | Esse tema, todos nos sabemos, já entrou e saiu da pauta do país por várias vezes. É necessário que nós, ao percebemos que nas últimas décadas ele entrou e saiu várias vezes, tenhamos a iniciativa de romper o impasse. Quero nesse momento propor o debate sobre a convocação de um plebiscito popular que autorize o funcionamento de um processo constituinte específico para fazer a reforma política que o país tanto necessita. | ” |

Em 15 de Novembro de 2013, algumas organizações sociais e sindicatos se reuniram na Universidade Católica de Brasília e lançaram oficialmente a campanha do Plebiscito. Algumas das organizações sociais e sindicatos presentes foram a Central Única dos Trabalhadores, Marcha Mundial das Mulheres, Central dos Movimentos Populares, União Nacional dos Estudantes e alguns políticos. Neste lançamento feito uma análise de conjuntura do Brasil e apresentado a necessidade de se fazer uma reforma política explicada através de uma cartilha com os detalhes do movimento.
Após o lançamento, durante o ano de 2014 as organizações sociais e os sindicatos iniciaram a discussão sobre a necessidade da Reforma Política ter como protagonista a própria população organizada. Assim passaram a construir comités para realizarem a votação, tanto em nível estadual quanto municipal, regional, por organizações e até internacional .

## Votação e Resultado
Durante os dias de 1º a 7 de Setembro de 2014, foi realizado em todo o Brasil e em algumas cidades do exterior a votação com a pergunta: "Você é a favor de uma Constituinte Exclusiva e Soberana do Sistema Político?". Os locais de votação foram praças, escolas, universidades, sindicatos, igrejas e fábricas além da votação on-line.
No estado de São Paulo o Governador Geraldo Alckmin impediu que as escolas estaduais discutissem ou realizassem a votação em suas dependências, sob a argumentação de que se trata de uma eleição e que deveria ser autorizada pela Justiça Eleitoral. No entanto o Sindicato dos Professores do Ensino Oficial do Estado de São Paulo enfatizou que o impedimento feito pelo governador de discutir o assunto é uma clara inversão do que se pretende a educação, que é defender o acesso ao saber.
Mais de 800 comitês organizaram a votação e o resultado oficial foi divulgado no dia 24 de Setembro de 2014 pelas principais organizações que participaram do processo. O resultado oficial foi o seguinte:
Quantidade de Urnas: 40.000
Votos: 7.754.436
Impressos: 6.009.564
On-line: 1.744.872
Votaram Sim: 97,05%
Votaram Não: 2,57%
Brancos: 0,20%
Nulos: 0,18%
O resultado oficial foi entregue para os três poderes da República, Executivo, Legislativo e Judiciário. A Presidente da República do Brasil Dilma Rousseff recebeu o resultado no dia 13 de Outubro de 2014, o então Presidente da Câmara dos Deputados Henrique Eduardo Alves e o Presidente do Supremo Tribunal Federal Ricardo Lewandowski receberam no dia 14 de Outubro de 2014.